# René Horte
René Horte (Le Tech, 7 avril 1908 - Perpignan,  1er juillet 1987) est un résistant français.

## Biographie
René Horte passe sa vie dans le département français des Pyrénées-Orientales.
Il naît au Tech, village de montagne situé sur le versant sud du massif du Canigou, puis vit à Port-Vendres durant son adolescence où son père, douanier, est muté. Il suit ses études et passe le concours d'instituteur à Perpignan. Au retour de ses deux ans service militaire, il épouse à Port-Vendres, en 1930, Louise Horte, née Eugénie Marie-Louise Rouen. Ils ont un fils en 1933.
Le premier poste d'instituteur de René Horte est situé à Valmanya, autre village montagnard, versant nord du Canigou cette fois.
Pendant la drôle de guerre, il est mobilisé, monte rapidement en grade jusqu'à devenir sergent-chef. Capturé par les Allemands, il s'évade, puis est démobilisé et rentre à Valmanya, où il est également secrétaire de mairie, en mars 1941. À Valmanya, Abdon Casso, qui a commencé à organiser un réseau de résistance, propose à René Horte de le rejoindre. Son emploi à la mairie permet de fabriquer de faux papiers, avec l'aide de son épouse Louise. Le réseau achemine également du courrier clandestin, à travers la montagne, jusqu'à Setcases en Espagne, où ils bénéficient de l'aide du maire, qui a de la famille à Valmanya. Il permet aussi de faire passer des dissidents en Espagne.
En 1943, des passeurs sont capturés à Prats-de-Mollo-la-Preste le réseau est démantelé par l'occupant. Alors que les Allemands sont à Valmanya pour les arrêter, René s'échappe. Louise et leur fils sont capturés. Louise est déportée à Ravensbrück, leur enfant placé. René Horte entre alors en clandestinité.
De juin 1943 à la libération des Pyrénées-Orientales, le 19 août 1944, René Horte est à la tête d'un maquis indépendant. Il met à profit sa connaissance des montagnes du massif du Canigou et le soutien de certains habitants pour attaquer à plusieurs reprises l'occupant, avec l'aide de plusieurs autres résistants, républicains espagnols. La première offensive consiste à blesser au pistolet deux douaniers à Valmanya, le 7 août 1943. Le 13 du même mois, les maquisards tuent quatre Allemands au pla Guillem (haut plateau de l'Ouest du Canigou). Le 30 octobre, six Allemands sont tués ou blessés à la collada Verda toute proche du pla Guillem. Puis ils tuent six douaniers près du pic de Costabonne (novembre 1943) et deux autres douaniers en mars 1944. Il guide le maquis Henri-Barbusse FFI de Julien Panchot pour attaquer les mines de la Pinosa, à Valmanya. Une dernière attaque a lieu à Bouleternère le 12 août 1944. Ces actions valent à René Horte d'être condamné à mort par contumace pour actes de terrorisme.
Dès la Libération, le 19 août 1944, René Horte est nommé capitaine des FFI, chargé notamment de surveiller la frontière entre l'Espagne et la France. Il est président du comité local de libération de Valmanya.
Louise Horte est de retour de déportation le 10 avril 1945. La même année, René est réintégré dans ses fonctions d'instituteur et nommé à Perpignan, où il restera jusqu'à sa retraite en 1961 et où les Horte finiront leur vie. À partir de 1945, René Horte milite comme syndicaliste et Louise au parti communiste.

## Distinctions
- Médaille de la Résistance française (1947)[1]

## Postérité
Le personnage principal du roman Le Berger des abeilles d'Armand Lanoux, publié en 1974 puis adapté en téléfilm, est fortement inspiré de René Horte.